# Vláda Josefa Korčáka, Ladislava Adamce, Františka Pitry a Petra Pitharta
Vláda Josefa Korčáka, Ladislava Adamce, Františka Pitry a Petra Pitharta existovala v rámci České socialistické republiky a od 6. března 1990, po změně názvu národního státu, již v rámci České republiky (Ústavní zákon vypustil z názvu slovo „socialistická“). Její složení odráželo změnu politického systému země na pozadí sametové revoluce. Vláda měla postupně čtyři předsedy vlády a ke změnám došlo téměř na všech ministerských pozicích. Vláda působila v období od 18. června 1986 do 29. června 1990.
Členy vlády se při její obměně 5. prosince 1989 poprvé stali také nekomunističtí ministři nominovaní Občanským fórem. 6. února 1990 byl předsedou vlády jmenován Petr Pithart, jeden ze zakladatelů Občanského fóra. Ten setrval v čelé vlády půl roku až do jejího konce 29. června 1990. Poté byl znovu ustanoven předsedou vlády, tentokrát ve druhé vládě Petra Pitharta.

## Přehled členů vlády
| Úřad                                                                               | Člen vlády        | Subjekt   | Nástup do úřadu   | Odchod z úřadu    |
| ---------------------------------------------------------------------------------- | ----------------- | --------- | ----------------- | ----------------- |
| Předseda vlády                                                                     | Josef Korčák      | KSČ       | 18. června 1986   | 20. března 1987   |
| Předseda vlády                                                                     | Ladislav Adamec   | KSČ       | 20. března 1987   | 12. října 1988    |
| Předseda vlády                                                                     | František Pitra   | KSČ       | 12. října 1988    | 5. února 1990     |
| Předseda vlády                                                                     | Petr Pithart      | OF        | 6. února 1990     | 29. června 1990   |
| Místopředsedové vlády                                                              | Ladislav Adamec   | KSČ       | 18. června 1986   | 20. března 1987   |
| Místopředsedové vlády                                                              | Zdeněk Horčík     | KSČ       | 20. března 1987   | 21. dubna 1988    |
| Místopředsedové vlády                                                              | Jaroslav Tlapák   | KSČ       | 18. června 1986   | 5. prosince 1989  |
| Místopředsedové vlády                                                              | Antonín Baudyš    | ČSL       | 5. prosince 1989  | 29. června 1990   |
| Místopředsedové vlády                                                              | Petr Mišoň        | ČSS       | 5. prosince 1989  | 29. června 1990   |
| Místopředsedové vlády                                                              | Antonín Hrazdíra  | KSČ       | 6. února 1990     | 29. června 1990   |
| Místopředseda vlády Předseda České plánovací komise                                | Zdeněk Krč        | KSČ       | 18. června 1986   | 21. prosince 1987 |
| Místopředseda vlády Předseda České plánovací komise                                | Bohumil Urban     | KSČ       | 21. prosince 1987 | 21. dubna 1988    |
| Místopředseda vlády Předseda České komise pro vědeckotechnický a investiční rozvoj | František Šrámek  | KSČ       | 18. června 1986   | 8. května 1987    |
| Místopředseda vlády Předseda České komise pro vědeckotechnický a investiční rozvoj | Rudolf Hegenbart  | KSČ       | 8. května 1987    | 21. dubna 1988    |
| Místopředseda vlády Předseda České komise pro plánování a vědeckotechnický rozvoj  | Bohumil Urban     | KSČ       | 21. dubna 1988    | 12. října 1988    |
| Místopředseda vlády Předseda České komise pro plánování a vědeckotechnický rozvoj  | Miroslav Toman    | KSČ       | 12. října 1988    | 6. února 1990     |
| Místopředseda vlády Předseda České komise pro plánování a vědeckotechnický rozvoj  | František Vlasák  | nestraník | 6. února 1990     | 29. června 1990   |
| Ministr financí od 21. dubna 1988 ministr financí, cen a mezd                      | Jiří Nikodým      | KSČ       | 18. června 1986   | 29. června 1990   |
| Ministryně práce a sociálních věcí                                                 | Nasťa Baumruková  | KSČ       | 18. června 1986   | 21. dubna 1988    |
| Ministr(yně) školství od 21. dubna 1988 školství, mládeže a tělovýchovy            | Milan Vondruška   | KSČ       | 18. června 1986   | 8. května 1987    |
| Ministr(yně) školství od 21. dubna 1988 školství, mládeže a tělovýchovy            | Karel Juliš       | KSČ       | 8. května 1987    | 12. října 1988    |
| Ministr(yně) školství od 21. dubna 1988 školství, mládeže a tělovýchovy            | Jana Synková      | KSČ       | 12. října 1988    | 5. prosince 1989  |
| Ministr(yně) školství od 21. dubna 1988 školství, mládeže a tělovýchovy            | Milan Adam        | ČSS       | 5. prosince 1989  | 29. června 1990   |
| Ministr kultury                                                                    | Milan Klusák      | KSČ       | 18. června 1986   | 21. dubna 1988    |
| Ministr kultury                                                                    | Milan Kymlička    | KSČ       | 21. dubna 1988    | 5. prosince 1989  |
| Ministr kultury                                                                    | Milan Lukeš       | KSČ       | 5. prosince 1989  | 29. června 1990   |
| Ministr zdravotnictví od 21. dubna 1988 zdravotnictví a sociálních věcí            | Jaroslav Prokopec | KSČ       | 18. června 1986   | 5. prosince 1989  |
| Ministr zdravotnictví od 21. dubna 1988 zdravotnictví a sociálních věcí            | Pavel Klener      | OF        | 5. prosince 1989  | 29. června 1990   |
| Ministr(yně) spravedlnosti                                                         | Antonín Kašpar    | KSČ       | 18. června 1986   | 5. prosince 1989  |
| Ministr(yně) spravedlnosti                                                         | Dagmar Burešová   | OF        | 5. prosince 1989  | 29. června 1990   |
| Ministr vnitra 21. dubna 1988 – 19. prosince 1989 vnitra a životního prostředí     | Josef Jung        | KSČ       | 18. června 1986   | 21. dubna 1988    |
| Ministr vnitra 21. dubna 1988 – 19. prosince 1989 vnitra a životního prostředí     | Václav Jireček    | KSČ       | 21. dubna 1988    | 5. prosince 1989  |
| Ministr vnitra 21. dubna 1988 – 19. prosince 1989 vnitra a životního prostředí     | Antonín Hrazdíra  | KSČ       | 5. prosince 1989  | 29. června 1990   |
| Ministr průmyslu                                                                   | Petr Hojer        | KSČ       | 18. června 1986   | 29. června 1990   |
| Ministr výstavby a stavebnictví                                                    | Karel Polák       | KSČ       | 18. června 1986   | 8. května 1987    |
| Ministr výstavby a stavebnictví                                                    | Jaroslav Vávra    | KSČ       | 8. května 1987    | 5. prosince 1989  |
| Ministr výstavby a stavebnictví                                                    | Ludvík Motyčka    | ČSL       | 5. prosince 1989  | 29. června 1990   |
| Ministr zemědělství a výživy                                                       | Ondřej Vaněk      | KSČ       | 18. června 1986   | 5. prosince 1989  |
| Ministr zemědělství a výživy                                                       | Jan Vodehnal      | KSČ       | 5. prosince 1989  | 29. června 1990   |
| Ministr vodního a lesního hospodářství                                             | František Kalina  | KSČ       | 18. června 1986   | 12. října 1988    |
| Ministr vodního a lesního hospodářství                                             | Jaroslav Boček    | KSČ       | 12. října 1988    | 29. června 1990   |
| Ministr(yně) obchodu a cestovního ruchu                                            | Josef Ráb         | KSČ       | 18. června 1986   | 28. března 1989   |
| Ministr(yně) obchodu a cestovního ruchu                                            | Karel Erbes       | KSČ       | 28. března 1989   | 5. prosince 1989  |
| Ministr(yně) obchodu a cestovního ruchu                                            | Vlasta Štěpová    | OF        | 5. prosince 1989  | 29. června 1990   |
| Ministr životního prostředí                                                        | Bedřich Moldan    | OF        | 19. prosince 1989 | 29. června 1990   |
| Ministři bez portfeje                                                              | Vladimír Šimek    | ČSL       | 18. června 1986   | 12. října 1988    |
| Ministři bez portfeje                                                              | Erich Sýkora      | ČSL       | 12. října 1988    | 5. prosince 1989  |
| Ministři bez portfeje                                                              | Karel Löbl        | ČSS       | 18. června 1986   | 5. prosince 1989  |
| Ministři bez portfeje                                                              | Bedřich Moldan    | OF        | 5. prosince 1989  | 19. prosince 1989 |
| Ministr(yně) Předseda(kyně) Výboru lidové kontroly                                 | Jan Motl          | KSČ       | 18. června 1986   | 5. prosince 1989  |
| Ministr(yně) Předseda(kyně) Výboru lidové kontroly                                 | Stanislav Kukrál  | nestraník | 5. prosince 1989  | 8. ledna 1990     |
| Ministr(yně) Předseda(kyně) Výboru lidové kontroly                                 | Jitka Zetková     | KSČ       | 6. února 1990     | 29. června 1990   |

| - KSČ | 18 |
| - ČSL | 1  |
| - ČSS | 1  |

| - KSČ | 15 |
| - ČSL | 1  |
| - ČSS | 1  |

| - KSČ | 8 |
| - OF  | 5 |
| - ČSL | 2 |
| - ČSS | 2 |

| - KSČ | 7 |
| - OF  | 6 |
| - ČSL | 2 |
| - ČSS | 2 |